# Frankfurter Ring (métro de Munich)
Frankfurter Ring (en allemand : U-Bahnhof Frankfurter Ring) est une station de la ligne U2 du métro de Munich. Elle est située sous la Knorrstraße au carrefour avec le Frankfurter Ring (de), dans le secteur de Milbertshofen-Am Hart, à Munich en Allemagne.
Mise en service en 1993, elle est desservie par les rames de la ligne U2.

## Situation sur le réseau

Plan du métro (2020).

Établie en souterrain, Frankfurter Ring est une station de passage de la ligne U2 du métro de Munich. Elle est située entre la station Am Hart, en direction du terminus nord Feldmoching, et la station Milbertshofen, en direction du terminus est Messestadt Ost,.
Elle dispose d'un quai central encadré par les deux voies de la ligne U2,.

## Histoire
La station Frankfurter Ring est mise en service le 20 novembre 1993. Comme dans la station Am Hart, le plafond en aluminium anodisé ondulé disperse la lumière. De même, les piliers au milieu de la plate-forme dans la partie inférieure sont recouverts d'une feuille d'aluminium pour les protéger des salissures. Ricarda Dietz recouvre les murs de derrière la voie de mosaïques en carreaux de verre clair et bleu, avec des motifs d'animaux. Un graffiti de 800 mètres de long fut pulvérisé sur les murs du tunnel avec Am Hart, les rayures blanches et bleues représentent la vitesse du métro.

## Services aux voyageurs

### Accès et accueil
À l'extrémité nord de la plate-forme, un ascenseur mène au niveau du sol à l'intersection de la Knorrstraße avec le Frankfurter Ring.

### Intermodalité
La station a des correspondances avec des lignes de bus de la ville (lignes X50, 50, 150, 177 et 178).